# Oikos (sociaal-ecologische denktank en tijdschrift)
Oikos is een Vlaamse denktank voor sociaal-ecologische verandering en uitgever van een gelijknamig tijdschrift en boeken. De uitgebrachte boeken richtten zich onder meer op commons (gemeengoed), populisme, marktwerking, energietransitie en democratie.

## Historiek
In 1996 is het tijdschrift Oikos ontstaan vanuit de behoefte aan een forum voor uitwisseling van standpunten, debat en reflectie over politieke, ecologische, sociale en culturele thema's. Onder leiding van hoofdredacteur Dirk Holemans werd aandacht geschonken aan politieke theorie, duurzame consumptie, economie, globalisering, migratie en verstedelijking. In 2009 ontstond parallel aan het tijdschrift ook een denktank om maatschappelijke discussies rond sociaal-ecologische uitdagingen op lange termijn te voeden. Holemans werd coördinator van de denktank die boeken en artikels publiceert, studiedagen (zoals de Groene Academie), gesprekken, congressen en lezingen (zoals de reeks (H)eerlijk Verbeeld) organiseert en onderzoek opzet, meestal in samenwerking met andere organisaties. 

### Groene politiek
Oikos is onafhankelijk, maar er zijn wel inhoudelijke, personele en geldelijke banden met de groene politiek en de Vlaamse partij Groen. Zo was Holemans Vlaams parlementslid voor Agalev en Groen! en gemeenteraadslid in Gent. Na 2008 was voormalig gemeenteraadslid voor Groen! Els Keytsman enige tijd lid van de redactieraad. Oikos werkt geregeld samen met het verwante Nederlandse tijdschrift De Helling, dat wordt uitgegeven door het wetenschappelijk bureau van GroenLinks.
Eind 2009 besloot Groen! om vijf jaar lang 150.000 euro in Oikos te investeren om het groene denken verder uit te werken en ingang te doen vinden. Oikos is lid van de Green European Foundation, een netwerk van groene stichtingen en denktanks uit heel Europa. In dat kader werkte het projecten uit en organiseerde het gelijknamige internationale congressen in Brussel over thema’s als Digitale Democratie, Een Economie van het Genoeg en Commons.

### Het Groene Boek / Ecopolis
Onder de naam Het Groene Boek werd van 2011 tot 2015 jaarlijks een forum geboden aan auteurs die begaan zijn met de omslag naar een sociaal-ecologische samenleving. Denktank Oikos was een van de organiserende partners, naast onder meer Argus en het Zuiderpershuis (ook de locatie van het event de eerste jaren). In 2016 werd het evenement herdoopt tot Ecopolis in het Brusselse Kaaitheater, waar ook documentaires werden vertoond en debatten gehouden. Elke editie wordt opgebouwd rond een centraal thema. Thema's waren (in 2016) Macht, Politiek en Chocolade, (in 2017) Digital Together en (in 2018) Just Transition.

## Werking Oikos Tijdschrift
In Oikos Tijdschrift komt een breed spectrum aan thema’s aan bod, waaronder klimaat en milieu, consumptie, stedelijkheid, globalisering, commons, superdiversiteit en ecologische economie. Verschillende auteurs gaan in op deze brede waaier aan sociaal-ecologische thema’s. Het Oikos tijdschrift verschijnt driemaandelijks. 

## Werking Oikos Denktank

### Inhoudelijke orientatie
Oikos publiceert vooral op vlak van ecologische economie. Hiertoe werd het standaardwerk Prosperity without Growth van Tim Jackson in het Nederlands vertaald als Welvaart zonder groei, is het co-uitgever van De wereld redden van de cyberfilosoof Michel Bauwens en verzorgde het de realisatie van het boek Ontgroei.
Een tweede domein van expertise zijn de commons, waarbij burgercollectieven zoals energiecoöperaties, co-housing projecten en plukboerderijen in kaart werden gebracht. Tussen 2016 en 2018 werden in samenwerking met de Tine De Moor van de Universiteit Utrecht, deels in opdracht van de Koning Boudewijnstichting, studies verricht naar nieuwe commons in België waarbij werd aangetoond dat hun commons sinds de financieel-economische crisis van 2008 sterk was gegroeid. Binnen hetzelfde domein was Oikos co-uitgever van de publicatie  Op grond van samenwerking. Woningen, voedsel en trage wegen als heruitgevonden commons dat de resultaten van het onderzoek over commons op land vertaalde naar een breder publiek.

### Publicaties
Lijst van publicaties geschreven of mede uitgegeven door Oikos:
- Welvaart Zonder Groei. Economie voor een eindige planeet – Tim Jackson (2010)

- Gemeengoed. Delen brengt welvaart – Silke Helfrich e.a. (2012)
- Mensen Maken De Stad. Bouwstenen voor een sociaalecologische toekomst – Dirk Holemans (red.) (2012)
- Geld en Duurzaamheid. Van een falend geldsysteem naar een monetair ecosysteem – Bernard Lietaer e.a. (2012)
- De Wereld Redden. Met peer-to-peer naar een postkapitalistische samenleving – Michel Bauwens & Jean Lievens (2013)
- Zelf Denken. Een leidraad voor verzet - Harald Welzer (2014)
- Snelle Samenleving, Trage Democratie – Hartmut Rosa (2014)
- Het Klein Verzet – Tine Hens (2015)
- Uitstoting. Brutaliteit & complexiteit in de wereldeconomie – Saskia Sassen (2015)
- Energietransitie Naar Energiedemocratie. ‘Power to the people’ - Dirk Vansintjan (2015)
- Ontgroei. Een vocabulaire voor degrowth in een nieuw tijdperk - Giacomo D’Alisa, Federico Demaria en Giorgos Kallis (2016)
- Vrijheid & Zekerheid. Naar een sociaalecologische samenleving – Dirk Holemans (2016)
- Solidariteit in Superdiversiteit – Nick Schuermans e.a. (2017)
- Peer-To-Peer. Manifest voor een Commons Transitie - Michel Bauwens & Vasilis Kostakis (2017)
- Op Grond Van Samenwerking. Woningen, voedsel en trage wegen als heruitgevonden commons - Dirk Holemans, Pieter Van den Broeck, Annette Kuhk (reds.) (2018)
- Onvoltooid Verleden Tijd. Antidotum tegen historisch geheugenverlies - Ivo Janssens (red.) (2020)
- Het Ecologisch Kompas – Dirk Holemans (red.) (2020)
- Minder Is Meer. Hoe degrowth de wereld zal redden - Jason Hickel (2021)
- Voor Wie Willen We Zorgen? Ecofeminisme als inspiratiebron - Dirk Holemans, Philsan Osman en Marie-Monique Franssen (2021)
- A European Just Transition For A Better World – Dirk Holemans (red.) (2022)
- Voorbij De Groei. Het leven na het kapitalisme – Tim Jackson (2022)
- Te Groot Om Ons Voor Te Stellen – Amitav Ghosh (2022)
- Economie In Meervoud. Wegwijzers naar een sociaal-ecologische economie – Jef Peeters (2023)
- Imagining Europe Beyond Growth - Oikos, Green European Journal & European Environmental Bureau (reds.) (2023)
- Het Doet Ertoe. Over verdriet, hoop en verzet – Jan Mertens (2023)
- Omgroei. Meer levenskwaliteit voor iedereen – Dirk Holemans, Elze Vermaas & Lara Ferrante (2023)